# (225091) 2007 TJ350
(225091) 2007 TJ350 es un asteroide que forma parte de los asteroides troyanos de Júpiter descubierto el 14 de octubre de 2007 por el equipo del Mount Lemmon Survey desde el Observatorio del Monte Lemmon, Arizona, Estados Unidos.

## Designación y nombre
Designado provisionalmente como 2007 TJ350. 

## Características orbitales
2007 TJ350 está situado a una distancia media del Sol de 5,230 ua, pudiendo alejarse hasta 5,362 ua y acercarse hasta 5,098 ua. Su excentricidad es 0,025 y la inclinación orbital 5,055 grados. Emplea 4369,66 días en completar una órbita alrededor del Sol.

## Características físicas
La magnitud absoluta de 2007 TJ350 es 13,2. 